# Aksonometria wojskowa
Aksonometria wojskowa – aksonometria w której skrócenia występują tylko na osi z, a osie x i y pozostają do siebie prostopadłe. Gdy kąt pomiędzy osią z a osią y wynosi ¾ π nie występuje skrócenie na osi z (x:y:z = 1:1:1). Dla innych kątów skrócenia na osi z mogą być różne, ale najczęściej używa się stosunków skróceń (x:y:z) - 1:1:1, 1:1:¾, 1:1:½, 1:1:¼.
Aksonometria wojskowa jest odpowiednia dla rysunków technicznych architektury miejskiej oraz w projektowaniu mieszkań i przedmieści. Konstrukcja rysunków złożonych obiektów ze skomplikowanym tłem i struktur trudnych do zmierzenia jest względnie prosta.